# Monica Zetterlund
Monica Zetterlund (ur. 20 września 1937 w Hagfors, zm. 12 maja 2005 w Sztokholmie) – szwedzka piosenkarka i aktorka, reprezentantka Szwecji podczas 8. Konkursu Piosenki Eurowizji w 1963 roku, jedna z najbardziej znanych wokalistek w historii kraju.

## Życiorys
Artystka urodziła się jako Eva Monica Nilsson, będąc córką Bengta Antona Nilssona i Grety Signe Margarety Nilsson (z domu Norén). Miała czterech mężów: Torbjörna Zetterlunda (1955–1958), Görana Petterssona (1964–1966), Sture Åkerberga (1974–1983) oraz Magnusa Rogera (1985–2005). 27 lutego 1955 roku urodziła swoją jedyną córkę, Evę-Lenę Zetterlund. 
Piosenkarka zdobyła międzynarodowe uznanie w 1960 roku, odbywając trasę koncertową po Stanach Zjednoczonych. Następnie nagrywała płyty z wieloma amerykańskimi muzykami jazzowymi, takimi jak między innymi Thad Jones czy Zoot Sims. Największą rozpoznawalność przyniósł jej album Waltz for Debby oraz utwór „Monicas vals”, nagrany w 1964 roku przy współpracy z Billem Evansem.
W 1963 roku reprezentowała Szwecję podczas 8. Konkursu Piosenki Eurowizji z utworem „En gång i Stockholm”, skomponowanym przez Bobbie’ego Ericssona do tekstu Beppe’a Wolgersa. Wokalistka zaprezentowała się przed europejską publicznością z 13. numerem startowym, nie zdobywając żadnego punktu, co w rezultacie uplasowało ją na 13. pozycji, ex aequo z trzema innymi artystami. 
W ostatnich latach swojej kariery często występowała na siedząco z powodu problemów z mocno postępującą skoliozą. Z powodu kontuzji miała problemy z poruszaniem się. 12 maja 2005 roku zmarła w Sztokholmie w wieku 67 lat. Zginęła w pożarze swojego domu.
W 2013 roku nakręcono opisujący życie wokalistki film biograficzny Monica Z, który wyreżyserował Per Fly. W roli tytułowej wystąpiła Edda Magnason.

## Dyskografia
Opracowano na podstawie materiału źródłowego.
- 1958: Swedish Sensation
- 1962: Ahh! Monica!
- 1964: Make Mine Swedish Style
- 1964: Waltz for Debby (wraz z Billem Evansem)
- 1964: Ohh! Monica!
- 1967: Monica Zetterlund
- 1971: Monica – Monica
- 1972: Chicken Feathers
- 1973: Den sista jäntan
- 1975: Hej, man!
- 1976: Folk som har sånger kan inte dö (wraz z Thorsteinem Bergmanem)
- 1977: It Only Happens Every Time (wraz z Thadem Jonesem i Orkiestrą Mela Lewisa)
- 1983: Holiday for Monica (wraz z Redem Mitchellem, Nilsem Sandströmem i Horace Parlanem)
- 1984: Monica Zetterlund sjunger Olle Adolphson
- 1983: For Lester And Billie (tribute album dla Lestera Younga i Billie Holiday)
- 1989: Monica Z
- 1991: Varsamt
- 1993: Topaz
- 1996: The Lost Tapes @ Bell Sound Studios NYC
- 1997: Det finns dagar
- 2000: Bill Remembered (tribute album dla Billa Evansa)
- 2001: O vad en liten gumma kan gno
- 2006: Sista gången du var med (album wydany pośmiertnie)